# Т
T, Tт (te) – litera alfabetu cyrylickiego oznaczająca spółgłoskę [t]. Powstała wprost z greckiej litery Τ.
W niektórych pozycjach oznacza spółgłoskę miękką:
- w języku bułgarskim przed И, Ю, Я – [tʲ];
- w języku rosyjskim przed Е, Ё, И, Ь, Ю, Я – [tʲ], w niektórych dialektach [ʦʲ];
- w języku ukraińskim przed Є, І, Ь, Ю, Я – [c].

W alfabecie serbskim istnieje dodatkowa litera utworzona na bazie Т i oznaczająca spółgłoskę miękką – Ћ.
W wariancie kursywnym (poza Serbią i Macedonią), mała litera Т przypomina łacińskie małe m – т. Natomiast w alfabetach serbskim i macedońskim przypomina łacińskie m, obrócone o 180°, z kreseczką na górze (ш̅) – dla odróżnienia od, poza tym identycznego, ш. Ta druga forma występuje również w pozostałych językach, ale wyłącznie w formie pisanej (nie drukowanej).

## Kodowanie
| Znak                   | Т                          | Т                          | т                        | т                        |
| ---------------------- | -------------------------- | -------------------------- | ------------------------ | ------------------------ |
| Nazwa w Unikodzie      | Cyrillic Capital Letter Te | Cyrillic Capital Letter Te | Cyrillic Small Letter Te | Cyrillic Small Letter Te |
| Kodowanie              | dziesiątkowo               | szesnastkowo               | dziesiątkowo             | szesnastkowo             |
| Unicode                | 1058                       | U+0422                     | 1090                     | U+0442                   |
| UTF-8                  | 208 162                    | d0 a2                      | 209 130                  | d1 82                    |
| Odwołania znakowe SGML | &#1058;                    | &#x0422;                   | &#1090;                  | &#x0442;                 |
| Macintosh Cyrillic     | 146                        | 92                         | 242                      | F2                       |
| ISO 8859-5             | 194                        | C2                         | 226                      | E2                       |
| Windows-1251           | 210                        | D2                         | 242                      | F2                       |
| Code page 855          | 230                        | E6                         | 229                      | E5                       |
| KOI8-R i KOI8-U        | 244                        | F4                         | 212                      | D4                       |